# Liliana Jovino
Liliana Jovino (Lodi, 31 luglio 1927) è una doppiatrice italiana.

## Doppiaggio

### Cinema
- Beth Grant in La bambola assassina 2
- Jayne Eastwood in Il mio grosso grasso matrimonio greco
- Kate Lansbury in La leggenda di un amore - Cinderella

### Televisione
- Jacqueline Laurence in Dancin' Days
- Alicia Haller in La donna del mistero 2

### Animazione
- Madre di Sachi in Io sono Teppei
- Barone in Hello Spank
- Nora in Le nuove avventure di Pinocchio
- Gina l'anatra in Bambino Pinocchio
- Minù Pepperpot in Lo strano mondo di Minù
- Madre di Hiroshi Shiba in Jeeg Robot
- Ginko Fujinami in Le avventure di Lupin III (1º doppiaggio)
- Jane (2ª voce) in Dolce Candy
- Fata Berylune e Chalet (1ª voce) in Tytyl, Mytyl e l'uccellino azzurro
- Sabrina Spellman in Archie e Sabrina
- Ragazza zucca, Regina dei topi, Billina e Bambola di carta in Il mago di Oz